# Тегиляй

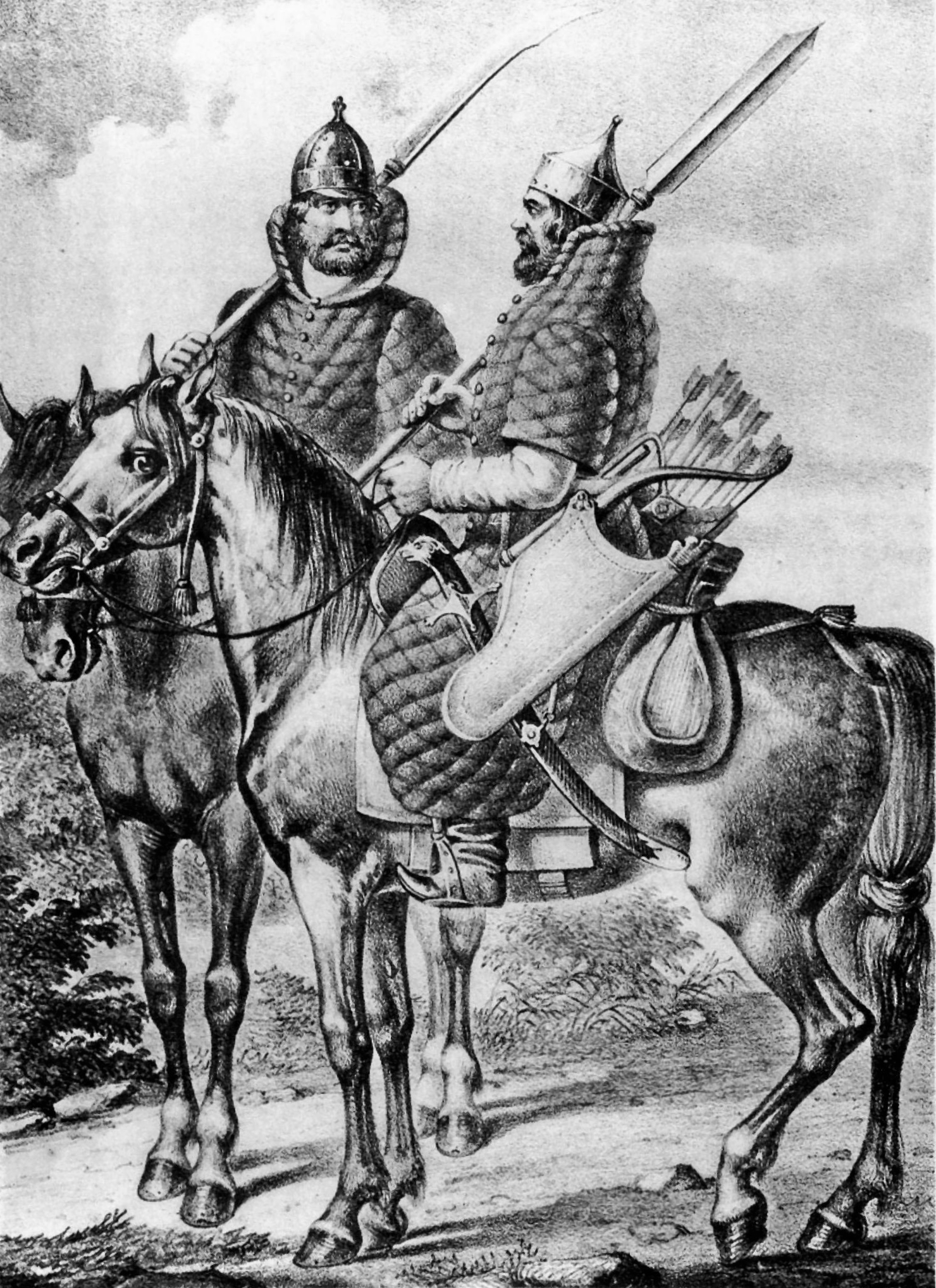
Ратники в тегиляях и шапках железных. Литография из «Исторического описания одежды и вооружения российских войск» А. В. Висковатова

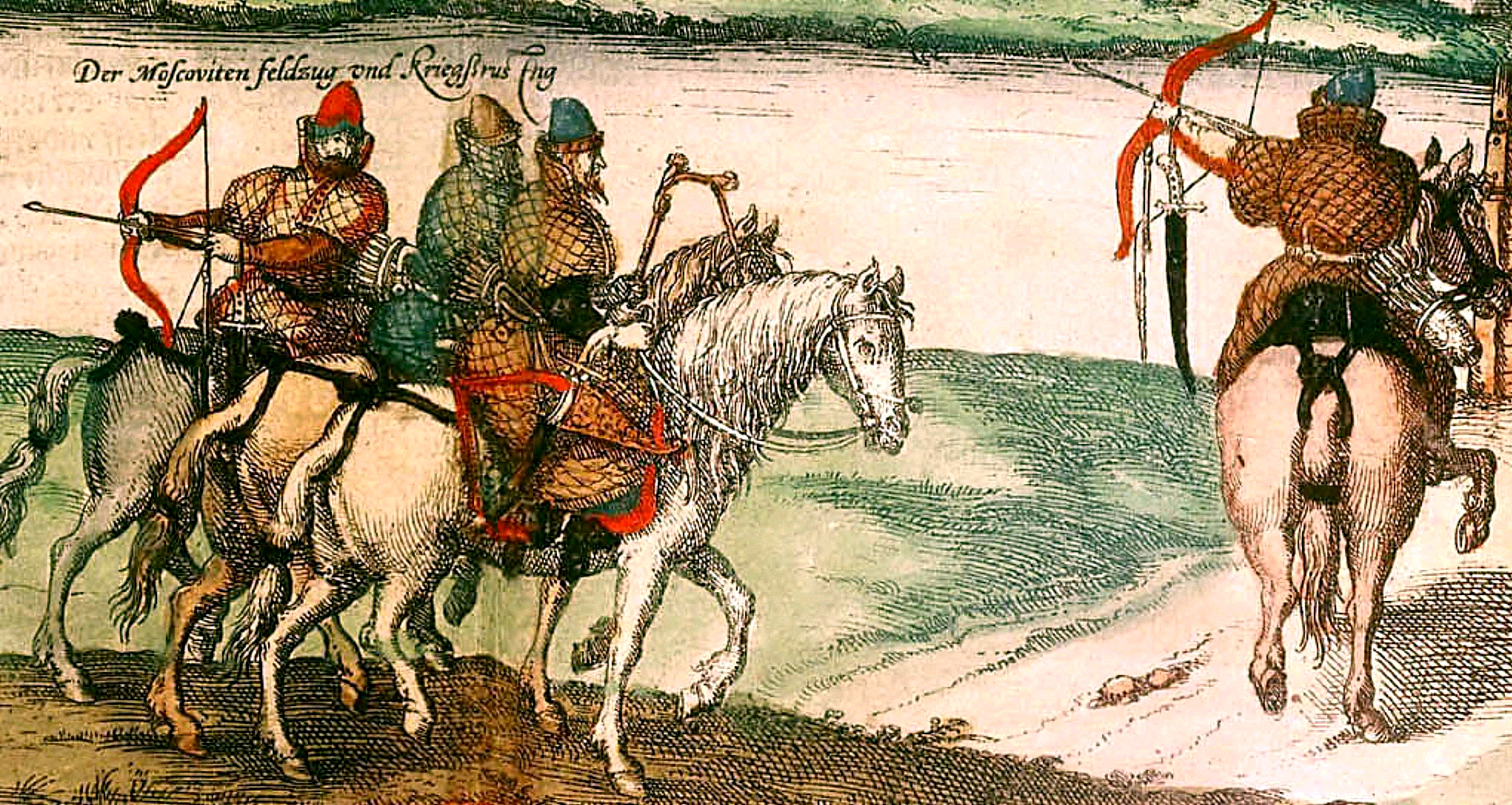
Воины русской поместной конницы в тегиляях. Гравюра из издания «Записок о Московии» Сигизмунда Герберштейна 1556 года

Тегиля́й — самый простой и дешёвый татарский и русский доспех XVI века.
Первое упоминание тегиляя в российских источниках приходится на переписку между Иваном III и королём Польши Казимиром IV в 1489 году. В другом источнике упоминается, что это старинный кафтан со стоячим воротом и короткими рукавами (на Руси IX — XVI вв).

«Да что мне самому вздевать тягиляй бархат золотной, да пансырь меделенской добрый, да саблю золотом наведену, да седло с золотом, да шелом бы доброй пожаловал еси».— Грамота ногайского Уруса Мурзы, от 1564 года.

## Происхождение термина

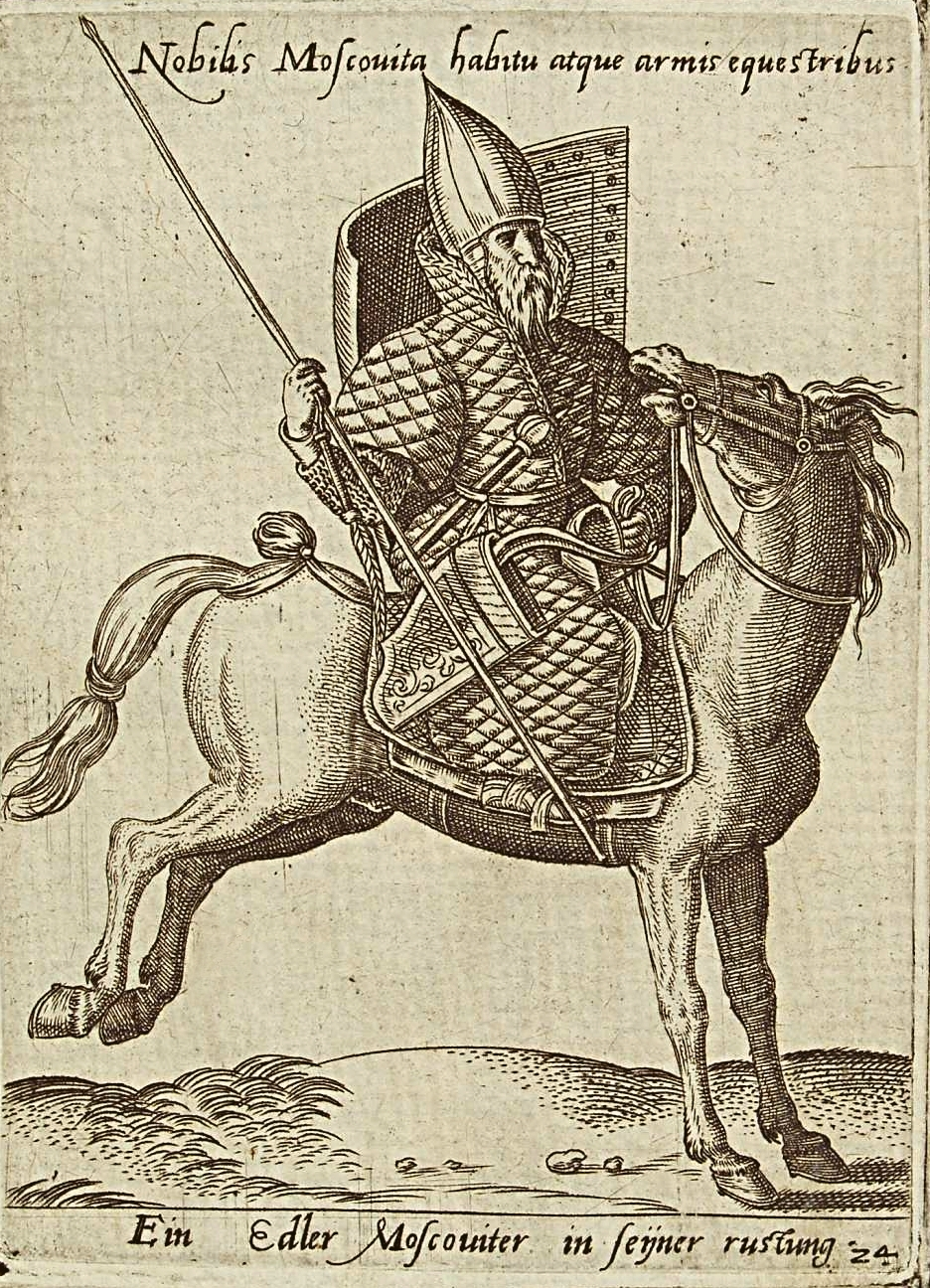
Знатный московский дворянин в тегиляе. Гравюра Авраама де Брейна (1575)

По мнению оружиеведа М. В. Горелика, название происходит от монгольского хатангу дегель — «прочный, как сталь, кафтан». Согласно Доржи Банзарову, термин «тегиляй» происходит от монгольского слова «тегель», означающего «шитьё, стёжка». Причем Банзаров считал, что «древнерусский тегиляй» — это доспех, который монголы еще в XIX веке называли «олбок», тогда как собственно термином «тегиляй» они стали называть монгольский доспех хуяг, аналогичный русскому куяку. Мнение Банзарова в этом вопросе ценно тем, что он сам, будучи бурятом по национальности, был видным ориенталистом и лингвистом.
Тегиляи не признавались полноценным доспехом в Московской Руси, являясь защитным снаряжением второго сорта. Согласно «Уложению о службе 1555-1556 года», одному из законодательных актов, входившему в число реформ Ивана Грозного, помещик обязан был выставить «тегиляйного» воина в том случае, если поместье или вотчина была больше 100, но меньше 200 четвертей. Исходя из информации из документов о поместной службе, в первую очередь Боярской книги 1555/1556 гг., а также некоторых десятен, тегиляи бывали трёх видов, исходя из их толщины, которая влияла на уровень их защитных качеств. По мнению О.В. Шиндлера, тегиляи подразделялись на тегиляи толстые, тегиляи стандартные (обычные) и тегиляи тонкие. Согласно документам о поместной службе, тегиляй был вторым по распространенности видом защиты корпуса, после «пансыря». Из 2252 воинов, упомянутых в десятнях и Боярской книге, 315 были в тегиляях. Из них 125 воинов были в тегиляе толстом, 187 в «стандартных» тегиляях и ещё трое в тегиляях тонких.
Согласно А. В. Висковатову, устройство тегиляя было следующим: «Это было платье с короткими рукавами и с высоким стоячим воротником, употреблявшееся такими ратниками, которые, по бедности, не были в состоянии явиться на службу в доспехе. Делался тегиляй из сукна, также из других шерстяных или бумажных материй, толсто подбивался хлопчатою бумагою или пенькою, иногда с прибавлением панцирных или кольчужных обрывков, и был насквозь простеган. В таком виде тегиляй был почти столь же надежною защитою, как и всякий доспех. Надевался он в рукава, как кафтан; в длину был ниже колен, а застегивался пуговицами на груди».
«Тегиляи бархат Венедитцкои ценинен с золотом и петлями, на нём пуговицы», — говорится в описи имущества царя Ивана Грозного. Несмотря на кажущуюся примитивность, тегиляй обладал хорошими защитными качествами и носился вместо доспехов небогатыми ратниками. В этом случае тегиляй делался из плотной бумажной материи, по груди мог обшиваться металлическими пластинками или толстой кожей. Тегиляй хорошо защищал от рубящих ударов секир, сабель и мечей. Стрелы, легко пробивавшие кольчуги и даже латы, нередко застревали в набивке тегиляев.
Под стать тегиляю была «шапка бумажная», которая делалась на вате из сукна, шелковых или бумажных тканей и иногда усиливалась кольчужной сетью, помещённой в подкладку. Иногда такая шапка снабжалась железным наносьем.